# Chinees schaken op de Aziatische Indoorspelen
Chinees schaken is een van de sporten die worden beoefend tijdens de Aziatische Indoorspelen. Het staat op het programma voor zowel mannen als vrouwen. Het onderdeel staat sinds de Aziatische Indoorspelen 2007 op het programma. Er werd toen in vier categorieën gestreden.

## Onderdelen
| Mannen individueel  | • | • | 2 |  |  |  |  |  |  |  |  |  |  |  |  |  |  |  |  |  |  |  |  |  |  |  |  |
| Vrouwen individueel | • |   | 1 |  |  |  |  |  |  |  |  |  |  |  |  |  |  |  |  |  |  |  |  |  |  |  |  |
| Mannen rapid        | • | • | 2 |  |  |  |  |  |  |  |  |  |  |  |  |  |  |  |  |  |  |  |  |  |  |  |  |
| Mannen team         | • |   | 1 |  |  |  |  |  |  |  |  |  |  |  |  |  |  |  |  |  |  |  |  |  |  |  |  |
|                     |   |   |   |  |  |  |  |  |  |  |  |  |  |  |  |  |  |  |  |  |  |  |  |  |  |  |  |
| totaal              | 4 | 2 | 4 |  |  |  |  |  |  |  |  |  |  |  |  |  |  |  |  |  |  |  |  |  |  |  |  |

## Medaillewinnaars

### Mannen individueel
| Jaar | Goud        | Land  | Zilver         | Land    | Brons       | Land  |
| ---- | ----------- | ----- | -------------- | ------- | ----------- | ----- |
| 2007 | Xu Yinchuan | China | Nguyen Vu Quan | Vietnam | Lei Kam Fun | Macau |

### Vrouwen individueel
| Jaar | Goud          | Land    | Zilver      | Land  | Brons       | Land      |
| ---- | ------------- | ------- | ----------- | ----- | ----------- | --------- |
| 2007 | Ngo Lan Huong | Vietnam | Chen Lichun | China | Teo Sim Hua | Singapore |

### Mannen rapid
| Jaar | Goud      | Land  | Zilver       | Land      | Brons       | Land  |
| ---- | --------- | ----- | ------------ | --------- | ----------- | ----- |
| 2007 | Wang Yang | China | Kng Ter Yong | Singapore | Choi Hou Wa | Macau |

### Mannen team
| Jaar | Goud             | Land  | Zilver                        | Land    | Brons                       | Land     |
| ---- | ---------------- | ----- | ----------------------------- | ------- | --------------------------- | -------- |
| 2007 | Liu Dahua Lu Qin | China | Nguyen Thanh Bao Trenh A Sang | Vietnam | Chiu Yu Kuen Wong Chi Keung | Hongkong |

## Medaillespiegel
| Plaats | Land      | NOC    | Goud · | Zilver · | Brons · | Totaal | Mannen | Mannen | Mannen | Mannen | Vrouwen | Vrouwen | Vrouwen | Vrouwen |
| Plaats | Land      | NOC    | Goud · | Zilver · | Brons · | Totaal | Goud   | Zilver | Brons  | T      | Goud    | Zilver  | Brons   | T       |
| 1      | China     | CHN    | 3      | 1        | 0       | 4      | 3      | 0      | 0      | 3      | 0       | 1       | 0       | 1       |
| 2      | Vietnam   | VIE    | 1      | 2        | 0       | 3      | 0      | 2      | 0      | 2      | 1       | 0       | 0       | 1       |
| 3      | Singapore | SIN    | 0      | 1        | 1       | 2      | 0      | 1      | 0      | 1      | 0       | 0       | 1       | 1       |
| 4      | Macau     | MAC    | 0      | 0        | 2       | 2      | 0      | 0      | 2      | 2      | 0       | 0       | 0       | 0       |
| 5      | Hongkong  | HKG    | 0      | 0        | 1       | 1      | 0      | 0      | 1      | 1      | 0       | 0       | 0       | 0       |
| Totaal | Totaal    | Totaal | 4      | 4        | 4       | 12     | 3      | 3      | 3      | 9      | 1       | 1       | 1       | 3       |